# Higgi, Inspiring Voices
Pour plus de détails, voir Fiche technique et Distribution.
Higgi, Inspiring Voices est un film documentaire franco-belge produit et réalisé par Loïc Porcher et Philippe Reypens, sorti en 2018.
Il brosse le portrait du chef de chœur anglais Edward Higginbottom. Il a été tourné à Oxford en mai et juin 2014.

## Synopsis
Les dernières semaines du professeur Edward Higginbottom à la tête du chœur qu’il a dirigé pendant trente-huit ans, le célèbre New College Choir Oxford. Higgi nous dévoile sa pédagogie et son art à un moment émouvant de sa vie. Dans le décor ancestral du prestigieux collège, le film décrit les bienfaits d’un enseignement musical de qualité et d’une sensibilisation à la beauté, prodigués à de jeunes choristes par un pédagogue d’exception.

## Fiche technique
- Titre original : Higgi, Inspiring Voices
- Réalisation : Loïc Porcher, Philippe Reypens
- Production : Loïc Porcher, Philippe Reypens
- Coproduction : Charles Delbeuck, Jan Broberg Carter
- Photographie : Léo Lefèvre
- Montage image : Thomas Fournet-Oberlé
- Étalonnage : Miléna Trivier
- Son : Grégory Beaufays, Louis-Philippe Fourez, Alexis Delhougne
- Montage son et Mixage : Hugo Fernandez
- Narrateur : Wilhelm Paul Foster
- Sociétés de production : King's Group, Ivanoe film
- Pays d'origine :  Belgique,  France
- Langue originale : anglais
- Genre : film documentaire
- Durée : 93 minutes
- Date de sortie : 3 octobre 2018 (Belgique)

## Accueil critique
Le film reçoit un accueil très positif de la part de la presse francophone belge lors de sa sortie en salles.
Le quotidien La Libre Belgique évoque un « rare exemple de documentaire consacré à la musique classique » et un « film sensible et précis », tandis que le quotidien Le Soir parle d'un documentaire « émouvant et passionnant pour quiconque s’intéresse à l’apprentissage de la musique au sens large » ; Louis Danvers écrit dans l'hebdomadaire Focus Vif que « l'intérêt est constant, et l'émotion très présente ». Le célèbre critique de films Hugues Dayez déclare sur les antennes de la RTBF : « Pas besoin d’être spécialiste de Bach ou de Pergolèse pour être ému et fasciné par l’enseignement de cet homme, par la leçon de vie qu’il donne : un mélange délicieux de talent, de culture, de modestie et de discipline. Si le style du film est sans surprise, son sujet – Higgi – est exceptionnel. »Le film sort en coffret DVD sous le titre Inspiring Voices, édité par EuroArts et distribué par Warner Classics.

## Distinction

### Sélections
- Master of Art Film Festival 2019
- On Art Film Festival 2019
- Beirut Art Film Festival 2019

### Récompenses
- Lauréat du On Art Film Festival 2019